# Iker Iturbe
Iker Iturbe Martínez de Lecea (Vitoria, 10 luglio 1976) è un ex cestista spagnolo di origine basca che giocava come ala grande.

## Carriera
Ha militato anche nel Real Madrid e nella Fortitudo Bologna.
Con la Spagna ha disputato i Giochi olimpici di Atene 2004 e i Campionati europei del 2005.

## Palmarès
- Campionato spagnolo: 1

Real Madrid: 1999-2000